# Тодор Белопитов
Тодор Димитров Белопитов е български революционер.

## Биография
Роден е в Панагюрище през 1856 година в семейството на търговец на добитък. Образование получава в Цариград. Учителства в родния си град. Секретар е на революционния комитет в града, като се включва в подготовката на Априлското въстание. Избран е и за секретар на Хвърковатата чета. Участва в сраженията срещу турците. След разгрома на въстанието, Тодор Белопитов е ранен и пленен от турците в Лопянската гора в Етрополския балкан, като е съсечен на място.